# Mieczysław Weryha Darowski (powstaniec listopadowy)
Mieczysław Weryha Darowski herbu Ślepowron (ur. 25 marca 1810 w Jurowcach, zm. 28 lutego 1889 w Krakowie) – powstaniec listopadowy, właściciel dóbr, działacz niepodległościowy, samorządowy, gospodarczy, społeczny i filantropijny.

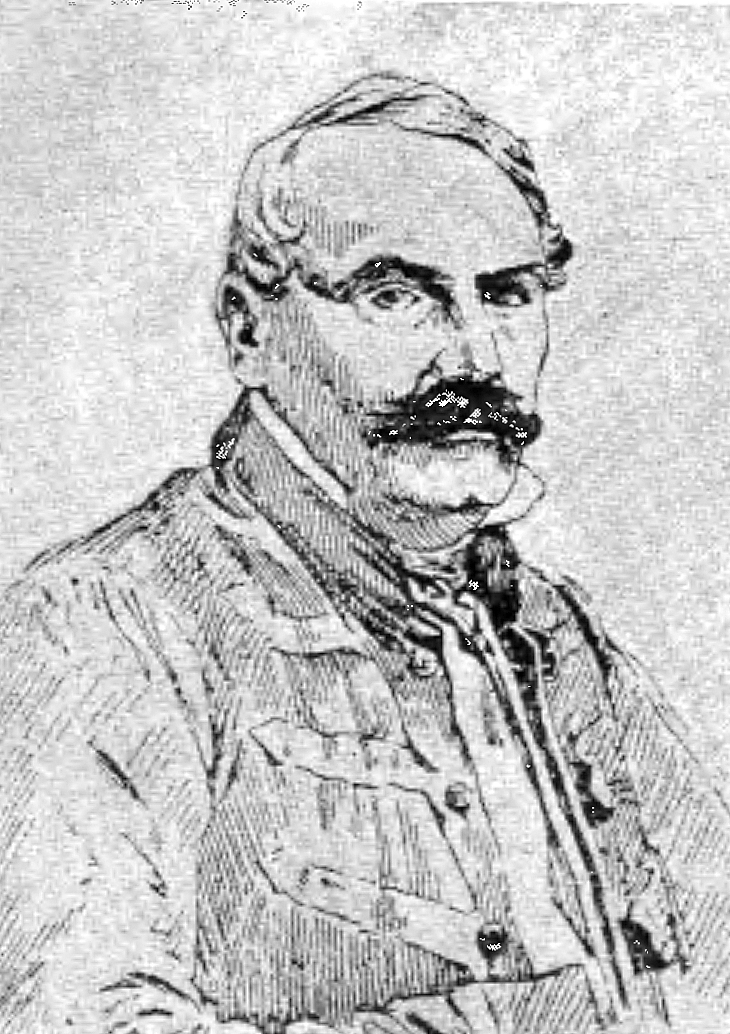
Mieczysław Weryha Darowski na rycinie

## Życiorys
Wywodził się z rodu senatorskiego Weryha Darowskich herbu Ślepowron, pierwotnie pochodzącego z ziemi sanockiej, a potem rozrzuconej po różnych miejscach. Był wnukiem Szymona (zm. 1785) oraz synem Aleksandra Darowskiego (porucznik dragonów austriackich, pisarz korony) i Wiktorii z domu Rylskiej herbu Ostoja. Jego rodzice posiadali dobra ziemskie Niezwojowice, Miroszów, Jurowce, Raczkowa i inne. Urodził się 25 marca 1810 w Jurowcach. Miał rodzeństwo: siostry Aleksandrę (żona Wacława Darowskiego), Urszulę, Marię oraz brata Szymona Juliana (1824-1899). Był kuzynem Bolesława.
Od dzieciństwa mieszkał w Krakowie u rodziny Trzebińskich i w tym mieście uczęszczał do szkół. Będąc studentem 6 grudnia 1830 dowiedział się o wybuchu powstania listopadowego. Przystąpił do narodowej insurekcji wyruszając 9 stycznia z rodzinnych Jurowiec, na koniu darowanym przez pobliskiego ziemianina Teofila Ostaszewskiego i w towarzystwie przy boku Józefa Radziejewskiego. Po przekroczeniu Wisły koło Dąbrowy wjechał na obszar Królestwa Polskiego. Od 21 lutego 1831 służył w linii bojowej. 13 kwietnia został podoficerem, 26 maja mianowany podporucznikiem, a 15 czerwca porucznikiem. Służył w szeregach 3 pułku ułanów, następnie był porucznikiem w pułku jazdy poznańskiej. Walczył w bitwie pod Dębem Wielkim (31 marca 1831), bitwie pod Mińskiem Mazowieckim (26 kwietnia 1831) i bitwie pod Ostrołęką (26 maja 1831). Następnie brał udział w wyprawie litewskiej 1831 gen. Henryka Dembińskiego, którego był adiutantem. Uczestniczył w bitwie pod Rajgrodem (29 maja 1831), walkach pod Wilnem, w bitwie Szawlami (29 maja 1831), w bitwie pod Rajgrodem (29 maja 1831). Został wysłany przez gen. Dembińskiego z misją powstrzymania generałów Antoniego Giełguda i Dezyderego Chłapowskiego od przekroczenia granicy pruskiej, zakończonej niepowodzeniem. Potem wraz z wojskami gen. Dembińskiego przebił się do stolicy i uczestniczył w obronie Warszawy (6-7 września 1831). Odniósł rany ręki pod Ciechanowem. Uchwałą obu izb sejmowych z 5 sierpnia 1831 otrzymał dowody uznania. Za swoje czyny i męstwo został odznaczony Krzyżem Złotym Orderu Virtuti Militari nr 2299 (30 sierpnia 1831). W późniejszych latach pielęgnował kontakty z uczestnikami tego zrywu niepodległościowego. Był członkiem Związku Dwudziestu Jeden, galicyjskiej organizacji spiskowej działającej od 1832 do 1832.
Osiadł w rodzinnych Jurowcach pod Sanokiem. Był właścicielem dóbr. Zaprzyjaźnił się Wincentym Polem, mieszkającym w nieodległej Kalnicy. Wspierał lud w swojej wsi. Jako właściciel dóbr ziemskich Brzeżawa w lutym 1846 uczestniczył na ziemi sanockiej w przygotowaniach konspiracyjnych celem wzniecenia walk w ramach powstania krakowskiego, przygotowanego na 21/22 lutego 1846, po czym znalazł się na przygotowanej przez cyrkuł sanocki liście uczestników konspiracji. Podczas rabacji chłopskiej w 1846 jego majątek zrabowano, a jego samego w majątku krewnego Rylskiego w Pielni przywiązano do drzewa i maltretowano, po czym pozostawiono uznając, że już nie żyje. Po tym opuścił Jurowce i osiadł z rodziną we Lwowie. Był właścicielem gmachu, mieszczącego Szkołę Politechniczną. Wspierał więźniów stanu aresztowanych po 1846 i działał w celu ich uwolnienia. 14 kwietnia 1848 został członkiem Rady Narodowej Lwowskiej. Założył wtedy stowarzyszenie rzemieślnicze i towarzystwo urzędników gospodarczych wiejskich. W maju 1848 był uczestnikiem Zjazdu Słowiańskiego w czeskiej Pradze. Po zniszczeniu gmachu politechniki w wyniku bombardowania 1848 jego majątek uległ ponownie utracie. Przy pomocy finansowej (potem zwróconej) od Włodzimierza Dzieduszyckiego odbudował tę infrastrukturę. Ponownie pracował na dobytek rodziny. Później był ajentem zagranicznego towarzystwa ubezpieczeń. W okresie powstania styczniowego był członkiem organizacji narodowej we Lwowie.
Od 31 stycznia 1846 był czynnym członkiem C. K. Galicyjskiego Towarzystwa Gospodarskiego, pełniąc funkcję zastępca członka komitetu do około 1858. Od około 1858 do około 1860 był likwidatorem w Głównej Agenturze C. K. Prywatnego Pierwszego Austriackiego Towarzystwa Ubezpieczeń w Wiedniu. Od około 1860 był członkiem okręgu lwowskiego Galicyjskiego Towarzystwa Gospodarskiego, w tym od około 1870 do około 1875 piastował stanowisko przewodniczącego tegoż, a w kolejnych latach do końca życia pozostawał członkiem tego oddziału. Od około 1860 do około 1885 był członkiem korespondentem Towarzystwa Gospodarskiego w Krakowie. Po wprowadzeniu autonomii galicyjskiej od około 1867 do około 1871 zasiadał w radzie gminy miejskiej Lwowa będąc członkiem sekcji II dla spraw finansów, przemysłu i handlu. Około 1867/1868 był likwidatorem w reprezentacji lwowskiej Towarzystwa Wzajemnych Ubezpieczeń w Krakowie. Od około 1871 do około 1880 był zastępcą członka w C. K. Powiatowej Komisji Szacunkowej dla Miasta Lwowa. 
Z przekonań był chrześcijańskim demokratą. Był wymieniany wśród członków Polskiego Stronnictwa Demokratycznego. Przez lata nie udzielał się jednak bezpośrednio w kołach politycznych, ale wytrwale działał w duchu patriotycznym. Przyczynił się do polonizacji Lwowa. Jako weteran z 1831 gromadził wokół siebie młodzież z różnych zawodów, kształtując ich ducha, uświadamiając pod względem narodowym oraz udzielając wskazówek do pracy patriotycznej. Młodym konspiratorom radził także w zakresie prowadzonej tajnej działalności niepodległościowej. Młodzieży przekazał także swój księgozbiór. Z jego biblioteki korzystano wobec braku Czytelni Akademickiej. Był szanowany i uwielbiany przez młodzież. Organizował koła rzemieślnicze. W 1868 był założycielem stowarzyszenia młodzieży rękodzielniczej „Gwiazda” dla czeladzi rzemieślniczej, wiele razy był wybierany prezesem tegoż, a finalnie obdarzono go tytułem honorowego prezesa. Działał w C. K. Radzie Szkolnej Powiatowej. Przez wiele lat należał do Polskiego Towarzystwa Gimnastycznego „Sokół”. Wspierał potrzebujących, był znany z działalności filantropijnej i dobroczynnej. Wraz z dominikaninem o. Dalmacym Ufryjewiczem kierował komitetem organizującym dostawy zboża celem zasiewu w Alzacji, dotkniętej klęską głodu po ataku pruskim z 1870, za co otrzymał krzyż oficerski Legii Honorowej. Poza Wincentym Polem przyjaźnił się też i współdziałał z Sewerynem Goszczyńskim, Hugonem i Teofilem Wiśniowskimi, Henrykiem Janko, Julianem Goslarem, Teofilem Lenartowiczem, Kornelem Ujejskim.
Wielokrotnie był dotknięty stratami rodzinnymi i prywatnymi. Dwukrotnie żonaty (pierwszą żona była Aniela z domu Gozdowicz herbu Gozdawa rodem z Rakszawy, a drugą żoną była Eugenia Gozdowicz) i dwa razy owdowiał. Miał sześcioro dzieci: synów Ludwika, Janusza (ur. 1841, absolwent Politechniki Lwowskiej z 1866, inżynier cywilny, zm. w 1885 w Pizie), Mieczysława (ur. 1843, absolwent Politechniki Lwowskiej z 1866, inżynier), Kazimierza (ur. 1844, kształcił się na Politechnice Lwowskiej 1863-1865) oraz córki Klaudię Wandę (zm. 1874, żona Zdzisława Onyszkiewicza) i Rozalię (zm. 1879). Prawie wszystkie dzieci zmarły za jego życia: dwie córki w stanie małżeńskim oraz syn Janusz. Ponadto z czterech jego synów biorących udział w powstaniu styczniowym 1863 dwóch poniosło śmierć wskutek tychże walk: Ludwik w konsekwencji postrzału zmarł w 1863 w Krakowie, a ranny w bitwie pod Grochowiskami Kazimierz zakończył życie na skutek następczej choroby w 1870 we Lwowie. Za jego życia zmarli także jego brat i siostra. W podsumowaniu artykułu na jego cześć na łamach „Czasu” z 3 marca 1889 napisano, że rok 1830 pozostawił mu bohaterskie wspomnienia, rok 1846 rany, rok 1848 ruinę.
W 1888 zamieszkał w Krakowie. W ostatnich chwilach pozostawał pod opieką swojego brata Szymona. Zmarł 28 lutego 1889 w Krakowie w wieku 79 lat. Został pochowany na cmentarzu Rakowickim w Krakowie (kwatera Ra, grobowiec powstańców). Jego pogrzeb został przeniesiony o jeden dzień, jako że przybywały licznie delegacje ze Lwowa, zaś przed jego domem gromadził się tłum żałobników. Ze Lwowa przyjechała delegacja Czytelni Akademickiej, a nad grobem przemawiali: Bronisław Laskownicki w imieniu lwowskiej młodzieży, a także Tadeusz Romanowicz, Michał Danielak.
Był autorem pamiętnika, którego rękopis trafił do Zakładu Narodowego im. Ossolińskich we Wrocławiu.